# Эйюбова, Мелекханум Ядигяр кызы
Мелекханум Ядигяр кызы Эйюбова (азерб. Mələkxanım Yadigar qızı Eyubova, в ряде источников — Мазахир кызы; род. 5 ноября 1962, Шемаха) — азербайджанская певица, ханенде. Народная артистка Азербайджана (2002). Кандидат искусств (2011).

## Биография
Родилась 5 ноября 1962 года в г. Шемаха. Отец и брат певицы были известными в народе ашугами, что сыграло роль в формировании интереса будущей певицы к музыке. 
В 1984 году окончила Азербайджанский государственный институт искусств. Обучалась у Гулу Аскерова.
В 1979—1984 годах — солистка фольклорного ансамбля «Ирс». В 1984—1994 годах — солистка оркестра народных инструментов имени Саида Рустамова. С 1994 года — солистка ансамбля народных инструментов им. Ахсана Дадашова.
Снискала большую популярность среди слушателей своеобразной манерой исполнения мугамов, теснифов и народных песен. Обладает богатым тембром, широким диапазоном рабочего голоса, мастерски использует техники зенгуле (трелеобразное повторение звуков) и зумзуме (лиричное пение вполголоса) в исполнении. 
В репертуаре важное место занимают мугамы «Раст», «Мирза-Гусейн-сегяхы», «Аразбары», «Эйраты», «Шахназ», «Гатар», «Баяты-Шираз» и другие, народные песни («Лэбу-лэб», «Кадан алым», «Ай салланыб гедэн яр» и т. д.), песни композиторов Азербайджана, в т. ч. Р. Миришли, Н. Мамедова, Т. Акпера, Р. Мамедова.
Выступала на сцене Азербайджанского государственного театра оперы и балета им. М. Ф. Ахундова в образе Лейли (У. Гаджибеков «Лейли и Меджнун»).
Выступала с концертами в сопровождении ансамблей и мугамных трио в США, Австралии, Нидерландах, Корее, Швеции и других странах. Записи песен и мугамов в исполнении Эйюбовой хранятся в золотом фонде Азтелерадио. Выпущены пластинка с песнями фирмы «Мелодия», более 10-ти компакт-дисков и кассет, как в Азербайджане, так и за рубежом. 
Ведет педагогическую деятельность. С 2012 года — профессор кафедры мугамного искусства Азербайджанский государственного университета культуры и искусств. Автор ряда книг и пособий.

## Награды
- Народная артистка Азербайджана  (24 декабря 2002 года) — за заслуги в развитии азербайджанской культуры[1]
- Заслуженная артистка Азербайджана (24 мая 1998 года) — за заслуги в развитии азербайджанской культуры[2]
- Почётный диплом Президента Азербайджанской Республики (13 декабря 2023 года) — за заслуги в развитии образования в Азербайджане[3]